# Ramasseur de balles

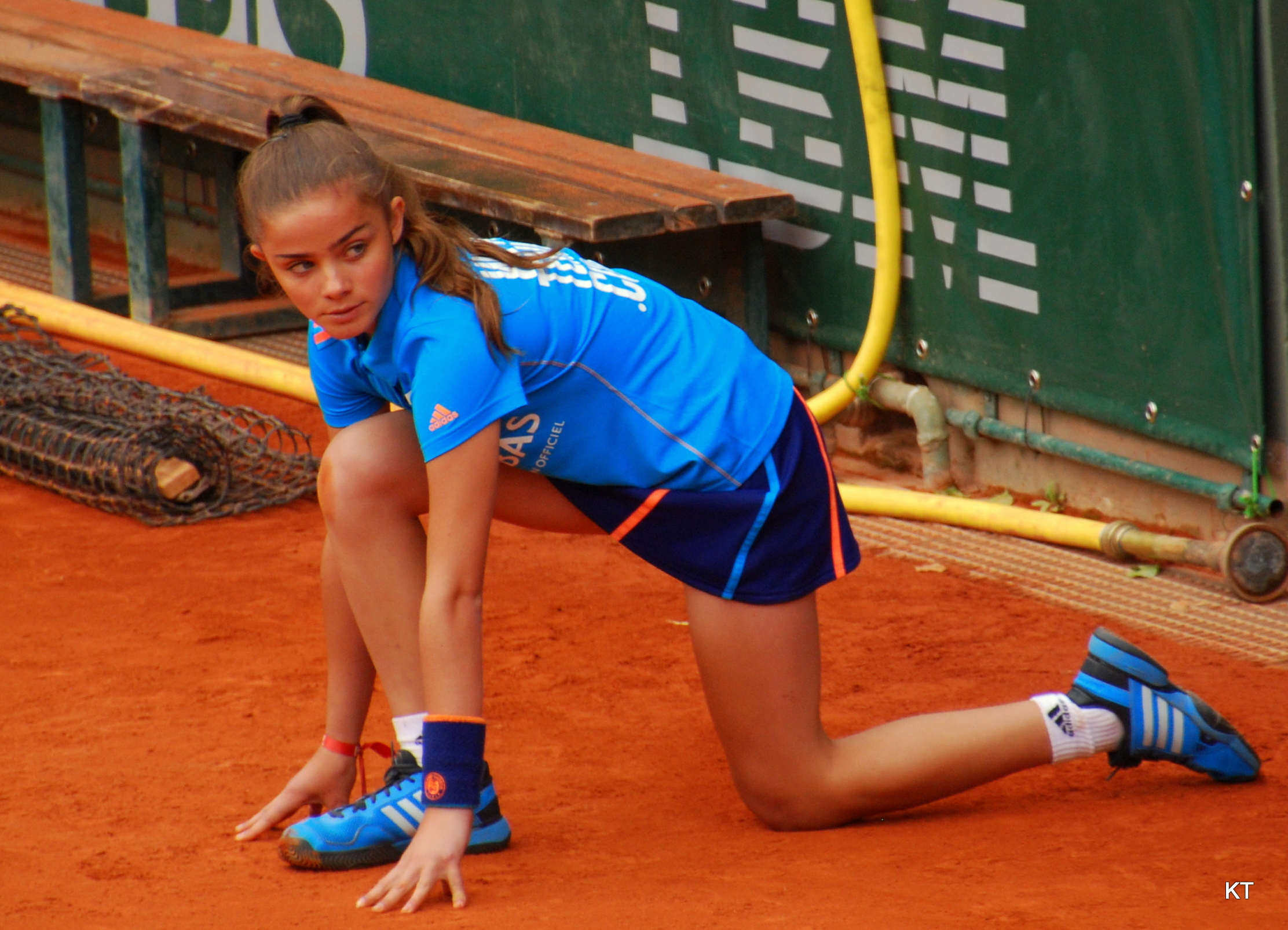
Une ramasseuse de balles aux Internationaux de France de tennis 2014.

Un ramasseur ou une ramasseuse de balles est une personne, souvent mineure, qui récupère des balles ou ballons sur le terrain ou en périphérie de celui-ci, et les transmet aux joueurs. On en trouve dans différents sports, notamment le tennis ou le football.
Les activités des ramasseurs de balles aident à accélérer le jeu en réduisant le temps d'inactivité. Les ramasseurs peuvent également assister les sportifs pour différentes tâches annexes : par exemple, en tennis, ils aident souvent les joueurs en leur apportant leur serviette entre les points.

## Football
De nombreux joueurs de football ont débuté, enfants, comme ramasseurs de balles, c'est notamment le cas de Patrick Kluivert, Andrés D'Alessandro, Mateo Kovacic, Carlos Tévez, Wesley Sneijder, Arda Turan et Pep Guardiola.